# (32184) Yamaura
(32184) Yamaura (2000 NC20) – planetoida z grupy pasa głównego asteroid okrążająca Słońce w ciągu 4,06 lat w średniej odległości 2,55 j.a. Odkryta 8 lipca 2000 roku.